# Su'a Cravens
Su'a Cravens (Los Angeles, 7 luglio 1995) è un giocatore di football americano statunitense che milita nel ruolo di safety per i Denver Broncos della National Football League (NFL).

## Biografia

### Washington Redskins
Al college, Cravens giocò a football con gli USC Trojans dal 2013 al 2015. Nel 2014 fu inserito nella formazione ideale della Pac-12 Conference. Fu scelto nel corso del secondo giro (53º assoluto) nel Draft NFL 2016 dai Washington Redskins. Debuttò come professionista subentrando nella gara del primo turno contro i Pittsburgh Steelers in cui mise a segno 4 tackle. Due settimane dopo fece registrare il primo intercetto ai danni di Eli Manning dei New York Giants.

### Denver Broncos
Il 28 marzo 2018 Cravens fu scambiato con i Denver Broncos.